# رینکا
رینکا (Rinca) که با نام‌های رینجا، رینچا و پینچا نیز شناخته می‌شود، جزیره‌ای کوچک در نزدیکی جزیره کومودو و جزیره فلورس، در استان نوسا تنگارای شرقی اندونزی است. رینکا در محدوده منطقه غربی مانگ‌گارای واقع شده است. رینکا یکی از سه جزیره بزرگ در پارک ملی کومودو است. این جزیره به خاطر اژدهای کومودو معروف است، مارمولک‌های غول‌پیکری که می‌توانند تا طول ۳ متر رشد کننند. در رینکا شمار زیادی از گونه‌های دیگر مانند گراز، گاومیش‌های آسیایی و بسیاری از پرندگان نیز زندگی می‌کنند.

## حوزه
مساحت این جزیره ۱۹۸ کیلومتر مربع (۷۶ مایل مربع).

## شرایط زندگی
شرایط زندگی برای مردم محلی در جزیره اغلب دشوار است. برای مثال امکانات آموزشی برای کودکان بسیار محدود است. برخی از سازمان‌های غیردولتی در تهیه کتاب برای کودکان در رینکا کمک می‌کنند. مردم محلی نیز باید مراقب باشند تا از اژدهای کومودو دوری کنند زیرا کومودوهای منطقه گهگاه به انسان‌ها حمله می‌کنند و ساکنان را می‌کشند.

## شرایط دریایی
جزایر رینکا و کومودو گذرگاهی از شمال به جنوب بین اقیانوس هند و دریای فلورس دارند. به دلیل حجم زیاد آب و شکاف باریک، آب‌های بین رینکا و کومودو در معرض گرداب‌ها و جریان‌های بیش از ۱۰ گره دریایی هستند.
غواصی در منطقه نیاز به احتیاط دارد. در ژوئن ۲۰۰۸، پنج غواص (سه انگلیسی، یک فرانسوی و یک سوئدی) پس از ۲ روز ناپدید شدن در سواحل جنوبی رینکا پیدا شدند. افراد این گروه از جایی که قایق غواصی آنها را رها کرد ۳۲ کیلومتر دور شده بودند. آنها با خوردن صدف‌های دریایی زنده ماندند.

## جانوران
این جزیره که کمتر از جزیره کومودو شناخته شده و کمتر مورد بازدید قرار گرفته‌است، مکان خوبی برای دیدن اژدهای کومودو در محیط طبیعی آن است. سفرهای یک روزه را می‌توان به تأسیسات پارک لوه بوایا در جزیره رینکا از لابوآن باژو در فلورس با قایق کوچک در دفتر مرکزی پارک ترتیب داد. اسکله‌ای که ورودی تأسیسات پارک را مشخص می‌کند با یک پیاده‌روی کوتاه به دفتر پارک محلی منتهی می‌شود که در آن محیط‌بانان برای همراهی بازدیدکنندگان در پیاده‌روی‌های کوتاه یا متوسط برای دیدن کومودوها و حیوانات دیگر مانند میمون‌ها، گوزن‌ها و گاومیش‌ها مستقر هستند.

## نگاره‌ها

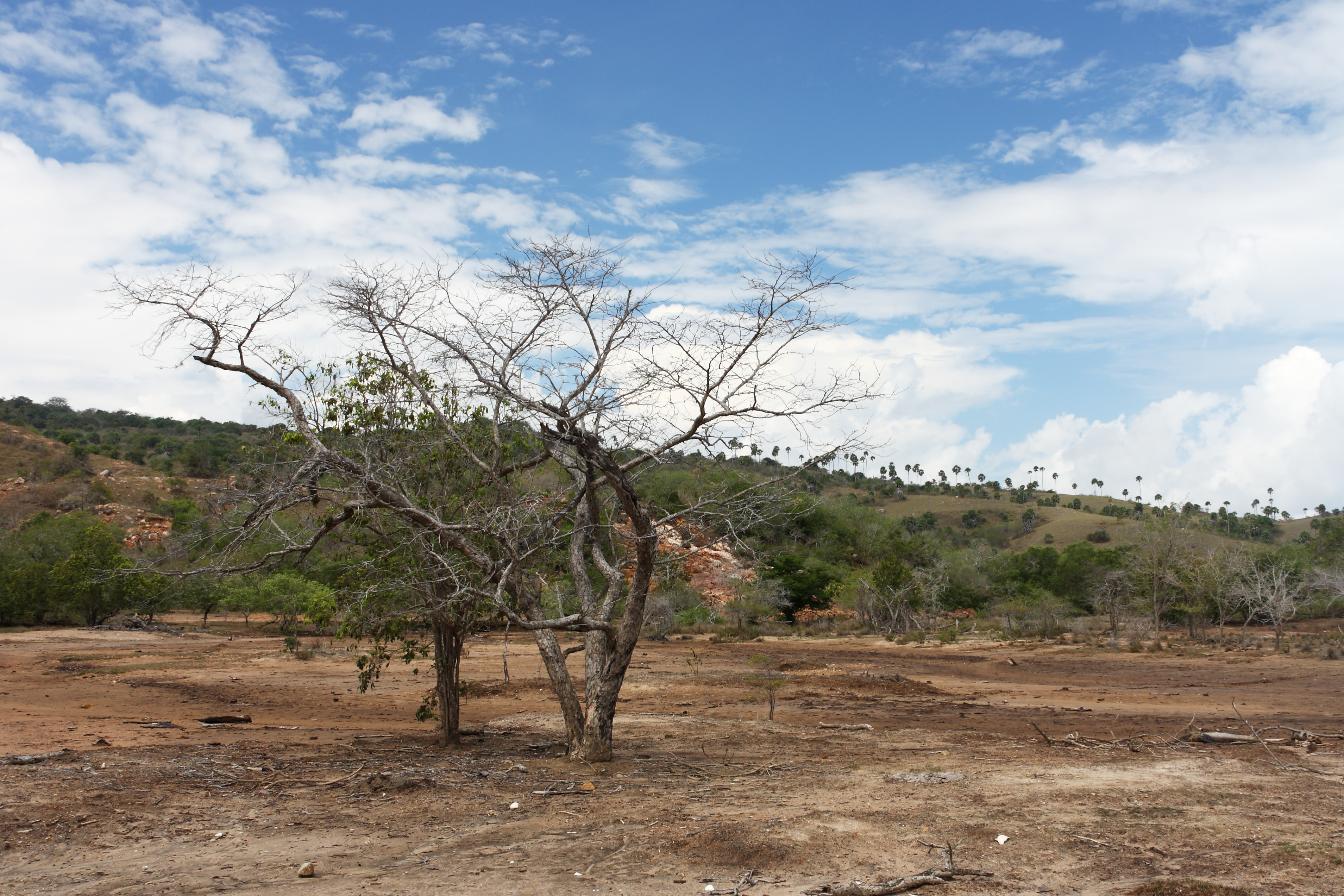
فصل خشک در رینکا
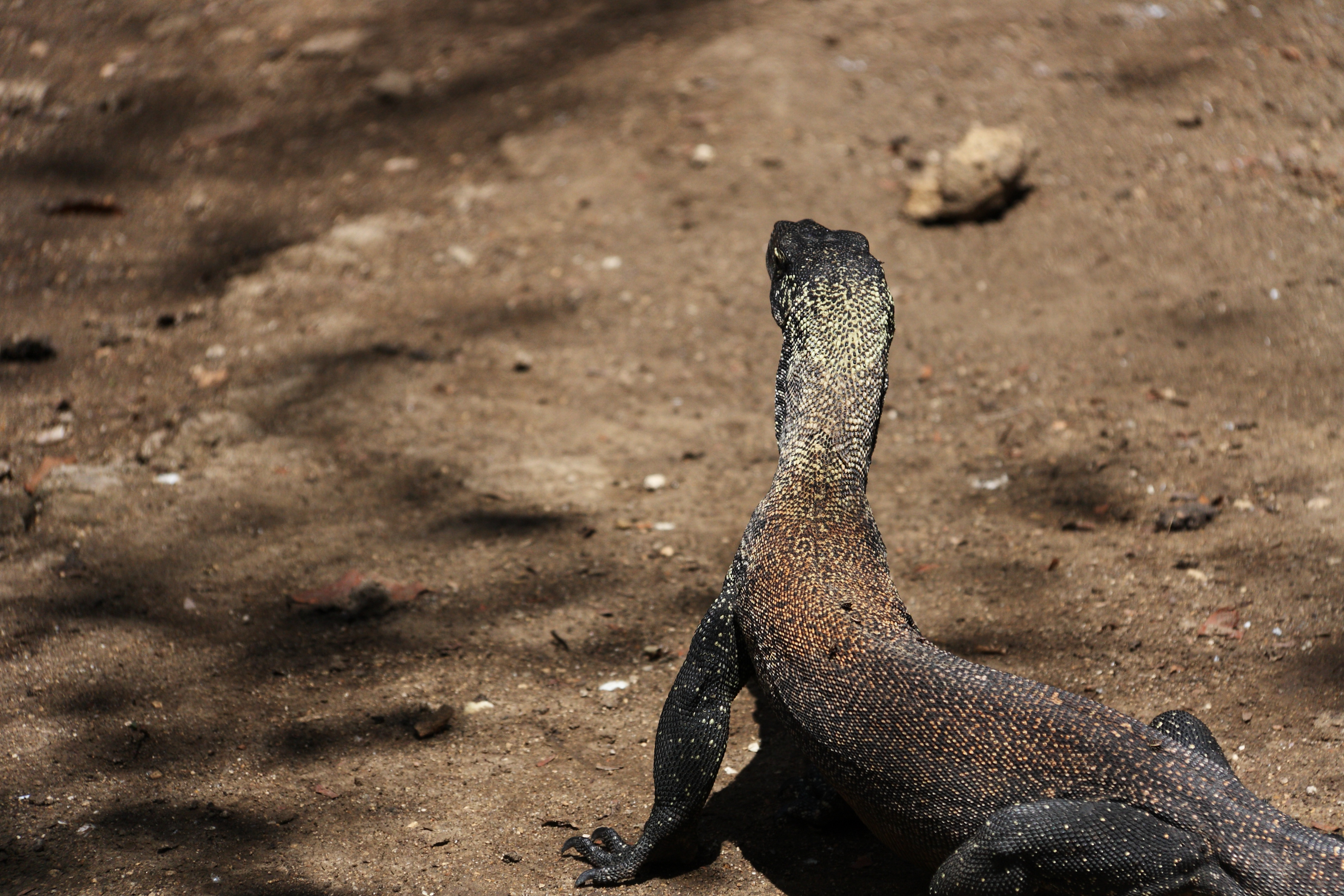
اژدهای کومودو نوجوان
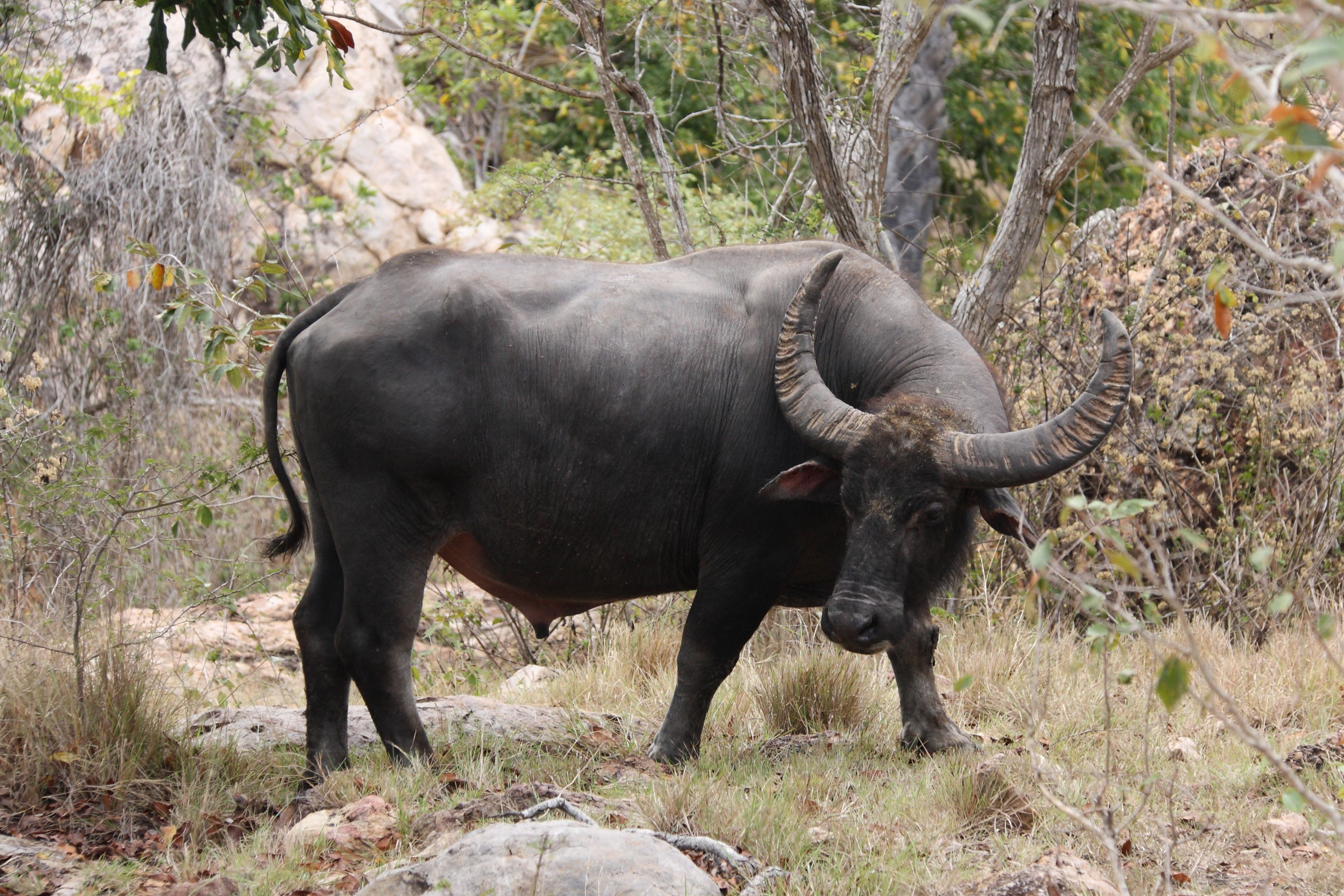
گاومیش آبی در رینکا
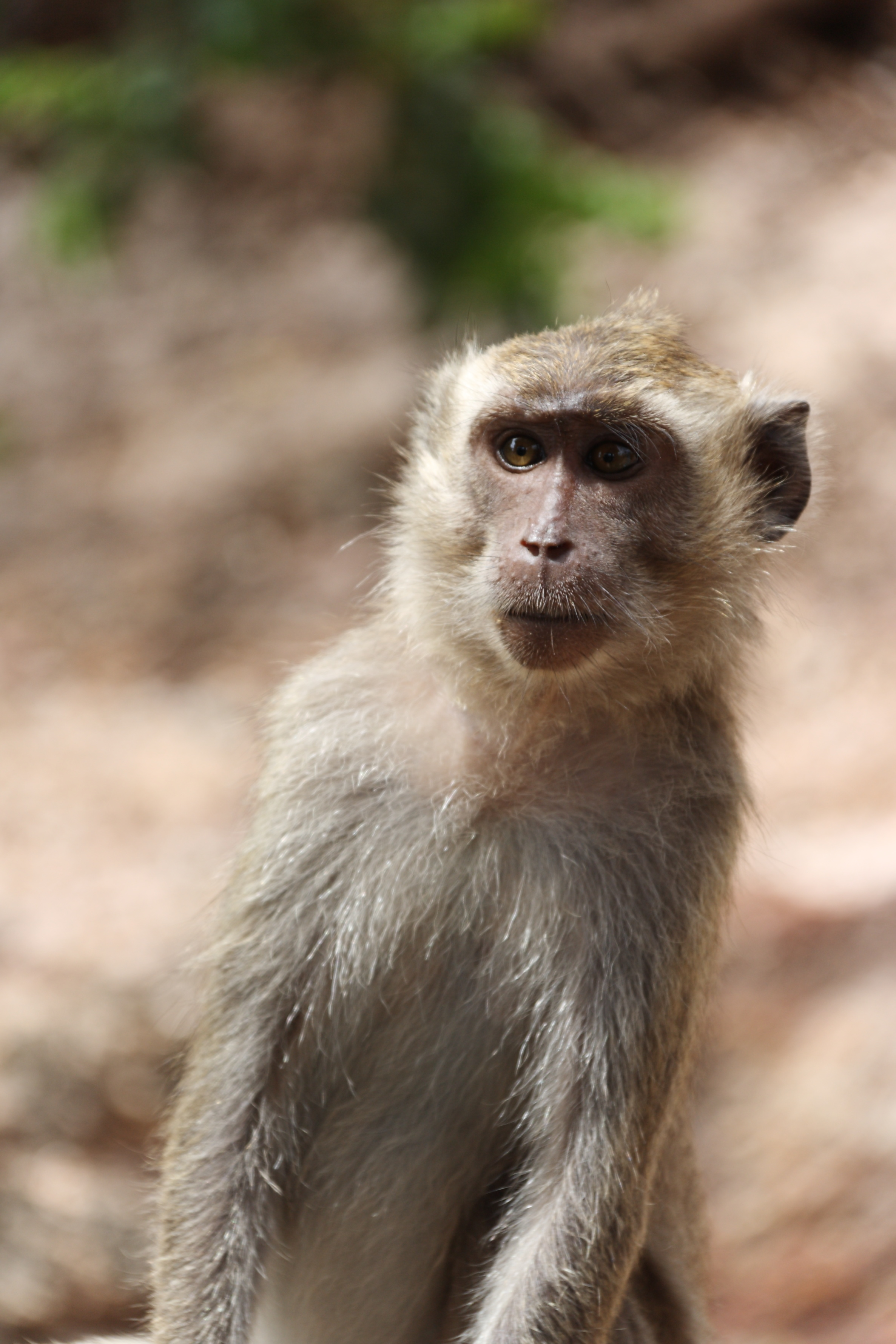
مکاک دم‌دراز
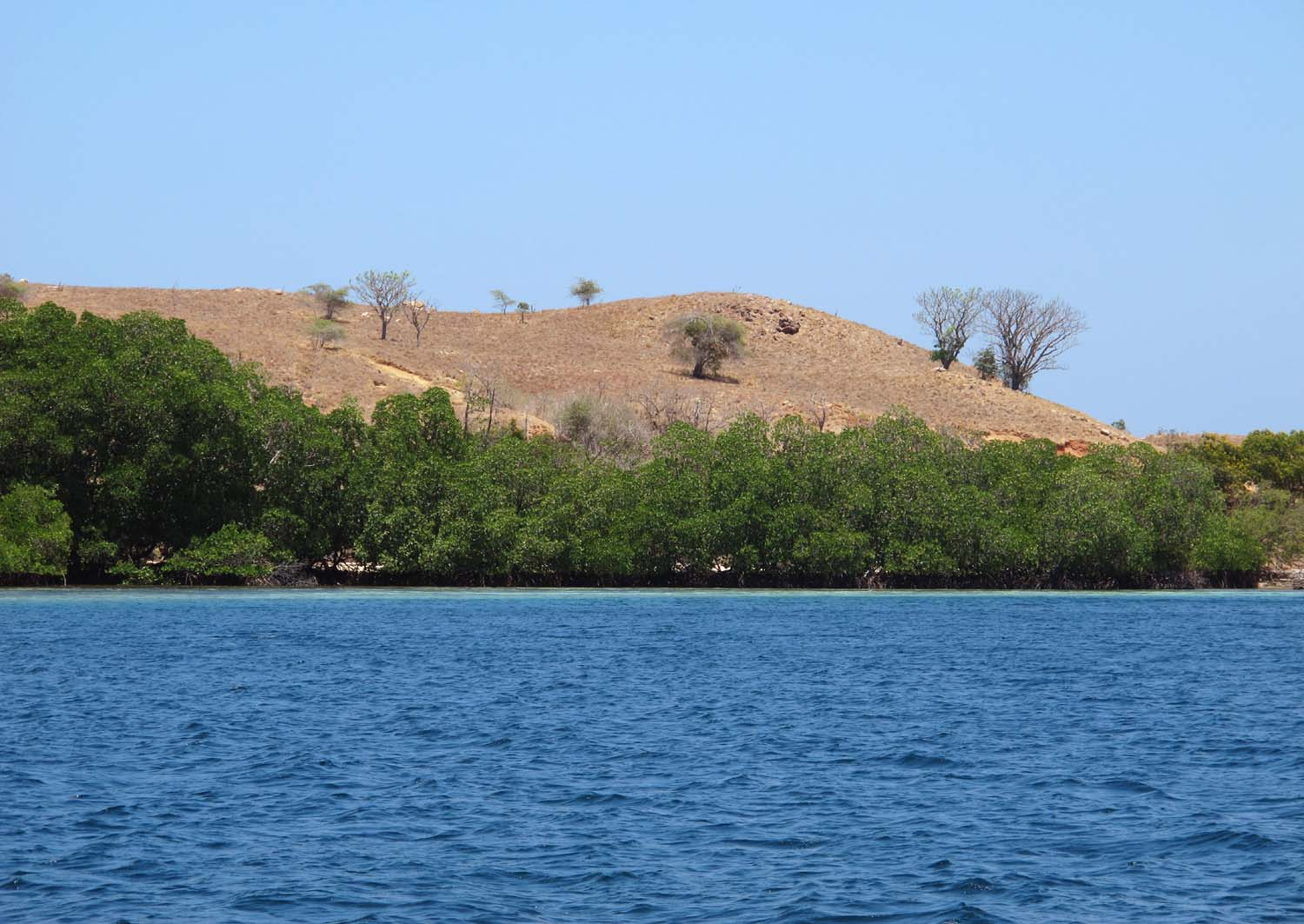
ساحل رینکا
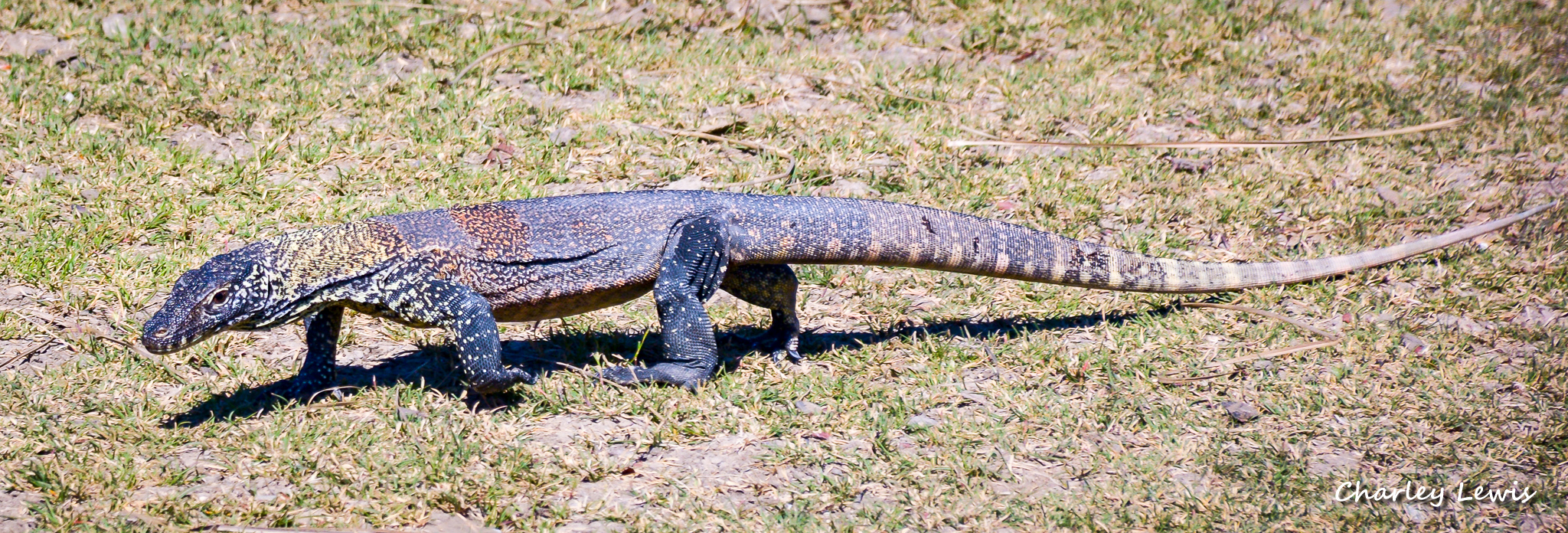
اژدهای کومودو نوجوان، جزیره رینکا